# Sorso
Sorso – miejscowość i gmina we Włoszech, w regionie Sardynia, w prowincji Sassari.
Według danych na rok 2019 gminę zamieszkiwały 14 525 osoby, 217 os./km².